# Ozbrojené síly Gruzie
Gruzínské ozbrojené síly (gruzínsky საქართველოს თავდაცვის ძალები) jsou ozbrojené síly Gruzie. Skládají se z pozemních sil, letectva, národní gardy a speciálních sil. Jejich vrchním velitelem je prezidentka Salome Zurabišviliová.
První skutečná armáda vznikla v Gruzínské demokratické republice v roce 1918 a existovala až do svržení republiky sovětskými vojsky v roce 1921. Moderní gruzínská armáda byla založena na základě vládního nařízení z 24. dubna 1991. Dne 30. dubna 1991 byli povoláni první branci k vojenské službě. 30. duben je oslavován jako Den gruzínských ozbrojených sil.
Gruzínská armáda bojovala v občanské válce a separatistických konfliktech v 90. letech 20. století a v rusko-gruzínské válce v roce 2008. Účastnila se také velkých mezinárodních vojenských misí, například v Iráku a Afghánistánu. Gruzie byla jednou z prvních bývalých sovětských republik, která se v roce 1994 připojila k programu NATO Partnerství pro mír a v roce 2004 k Individuálnímu akčnímu plánu partnerství a snaží se přizpůsobit svou armádu standardům NATO.

## Historie

### Založení ozbrojených sil

Vlajka gruzínských ozbrojených sil

20. prosince 1990 prezident Zviad Gamsachurdia nařídil vytvoření Obranných sil Gruzie. V lednu 1991 sovětský prezident Michail Gorbačov a předseda Nejvyššího sovětu Anatolij Lukjanov požadovali, aby Gamsachurdia zastavil vytváření Národní gardy Gruzie. První vojenská přehlídka Národní gardy se konala 30. dubna 1991 na stadionu Borise Paičadzeho, kde Gruzínci poprvé po 70 letech přísahali věrnost gruzínskému lidu. Tento den se dnes připomíná jako Den obranných sil.
Tehdejší Ozbrojené síly Gruzie zahrnovaly převážně dobrovolníky a také etnicky gruzínské důstojníky, kteří v té době sloužili v sovětské armádě. Přesun vojáků, zbraní a vojenské techniky z bývalého Zakavkazského vojenského okruhu umístěných v Gruzii, který začal počátkem roku 1992, trval až do roku 1997.
Během gruzínské občanské války vedly jednotky gruzínských ozbrojených sil válku se stoupenci bývalého svrženého prezidenta Gamsachurdiho. Gruzínské ozbrojené síly se také zúčastnily války v Jižní Osetii v letech 1991-1992 a války v Abcházii (1992-1993), příčemž obě války Gruzie prohrála a ztratila kontrolu nad většinou území těchto republik.

### 21. st.

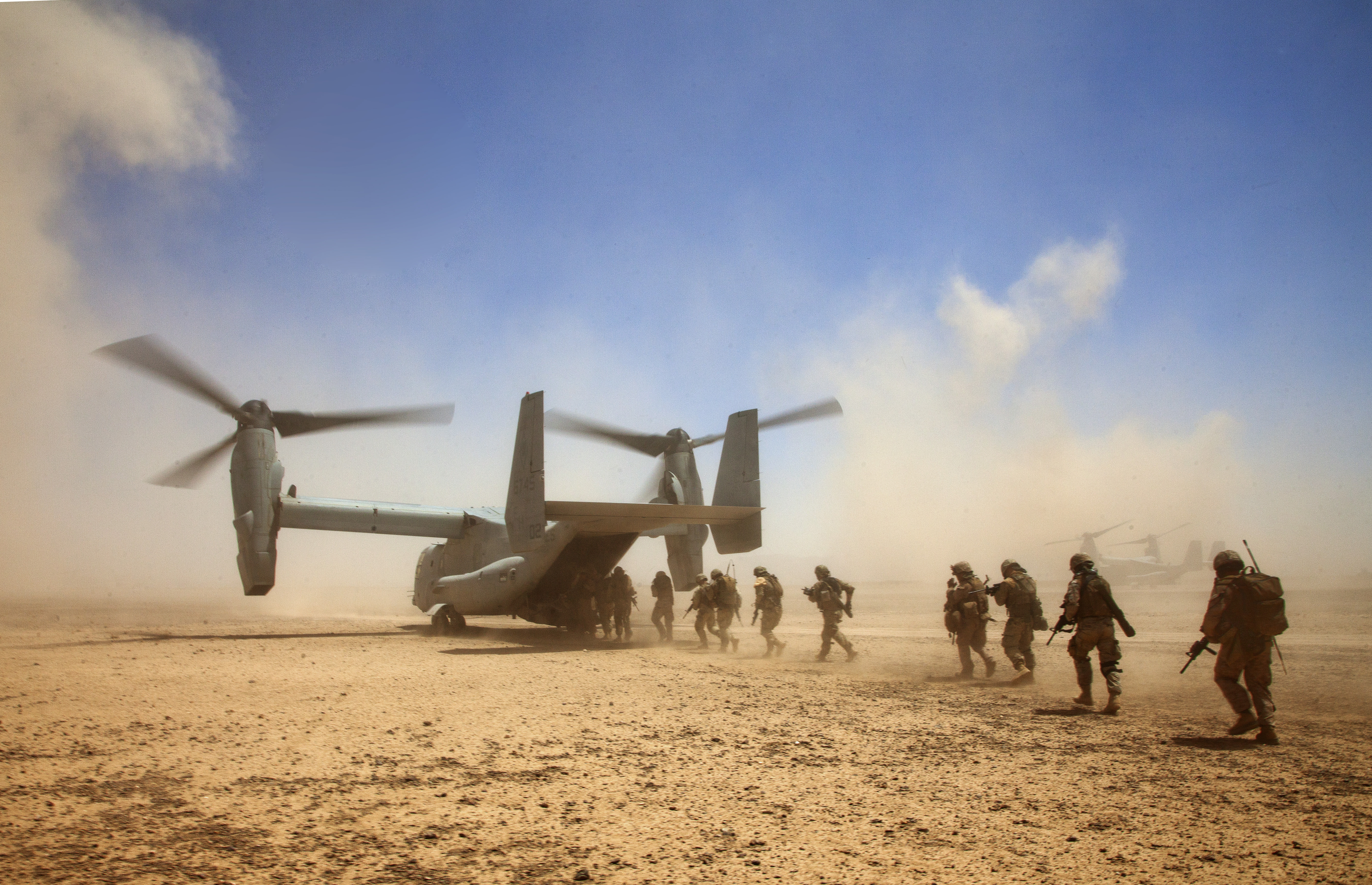
Gruzínští a američtí vojáci při operaci Northern Lion II v Afghánistánu v roce 2013

Výcvik v rámci programu Georgia Train and Equip Program (GTEP) probíhal od května 2002 do května 2004 s využitím Speciálních sil USA a Námořní pěchoty USA. Během této doby prošlo výcvikem přibližně 2 600 gruzínských vojáků. Další program, Georgia Security and Stability Operations Program (Georgia SSOP), byl zahájen v lednu 2005 jako pokračování programu (GTEP) z let 2002-2004. Gruzínské kontingenty se podílely na operacích v Kosovu, Iráku a Afghánistánu.
Gruzínské ozbrojené síly byly v posledních letech rozsáhle reformovány, aby splnily podmínky na vstup do NATO a lépe reagovaly na stávající výzvy, jako je přetrvávající napětí v oblastech separatistických republik v Abcházii a Jižní Osetii a také na hrozby globálního terorismu. Za nejhorší potenciální scénáře v blízkém i dlouhodobém horizontu Gruzie považuje rozsáhlou zahraniční invazi a přenesení konfliktů z ruského Severního Kavkazu na gruzínské území.
Vojenský rozpočet Gruzie se v období od roku 2002 (18 mil. USD) do roku 2007 (780 mil. USD) zvýšil více než 40krát a dosáhl více než 7 % HDP Gruzie. V roce 2023 rozpočet činil 286 milionů USD.

### Rusko-gruzínská válka

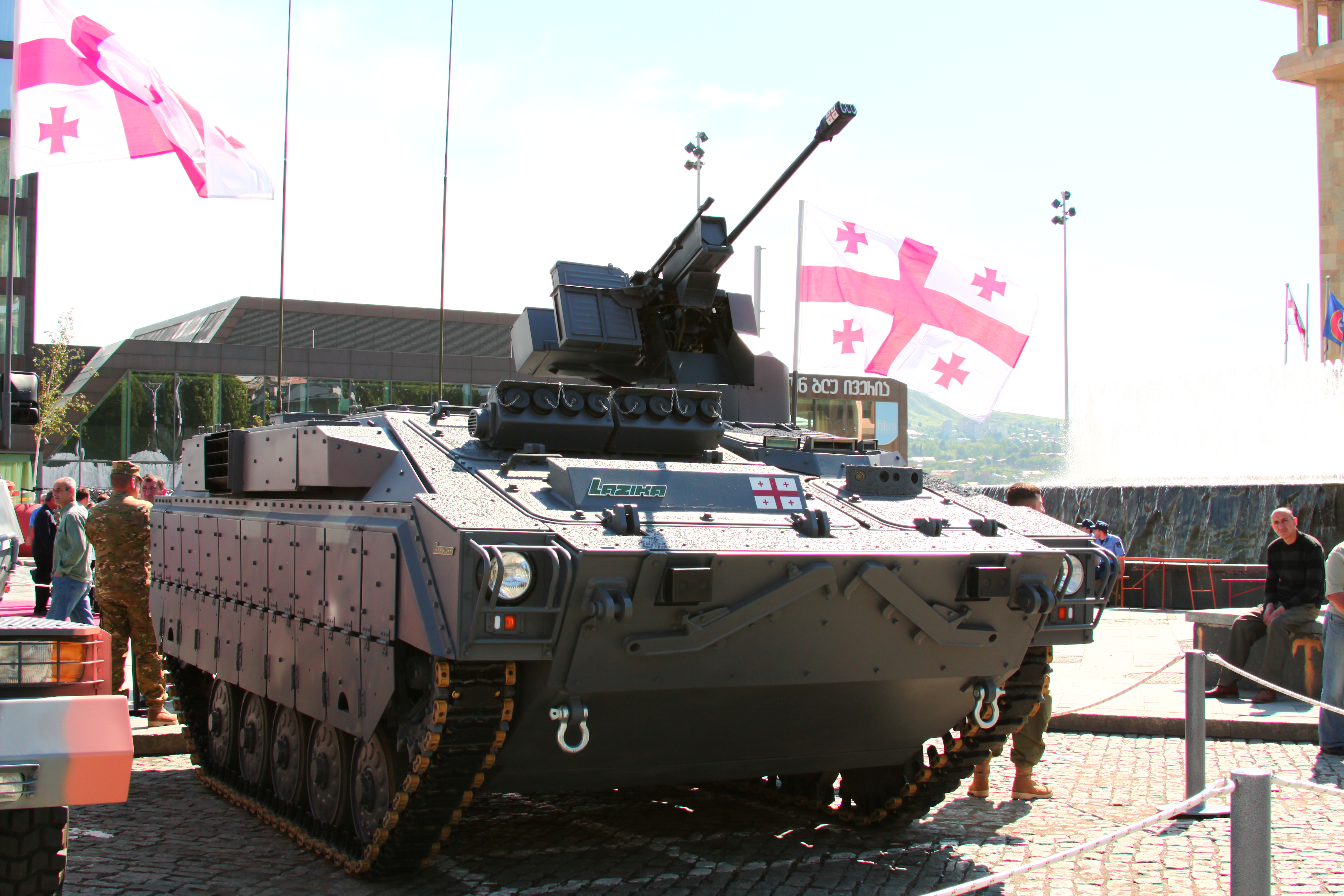
Bojové vozidlo pěchoty Lazika vyrobené v Gruzii

V srpnu 2008 se Gruzie po sérii prudkých střetů v Jižní Osetii pokusila znovu dobýt separatistické území silou. V následném vojenském konfliktu s Ruskem byla Gruzie vyhnána z Jižní Osetie a Abcházie. Ruské síly potopily čtyři gruzínská námořní plavidla v přístavu Poti a zničili přibližně 30 hlavních bojových tanků T-72, 6 bojových vozidel pěchoty, 2 kolové obrněné transportéry BTR-80 a 10 kusů dělostřelectva různých typů. Rusové rovněž ukořistili 5 nepoškozených bojových vozidel pěchoty BMP-2, přibližně 5 kusů dělostřelectva, 4 protiletadlové raketové komplety 9K37 Buk a 2 protiletadlové systémy 9K33 Osa. Gruzínské letectvo ztratilo tři dvouplošníky An-2, 2 vrtulníky Mi-24 a 1 vrtulník Mi-14. Ruská armáda ale ztratila v bojích více vojenské techniky než Gruzie.

## Složení

### Pozemní síly
Gruzínské pozemní síly disponovaly k roku 2023 243 tanky, 7 187 vozidly, 103 samohybnými houfnicemi, 173 polními houfnicemi a 165 salvovými raketomety. Struktura gruzínských pozemních sil je založena na vojenských jednotkách velikosti brigády a praporu. Gruzínské brigády mají každá celkem 3 000 osob bez nebojového personálu. V souladu s tím, aby bylo dosaženo struktur NATO a vyšších standardů, byly brigády početně redukovány a také aby se zvýšil podíl výdajů na pořízení zbraní, který dříve činil 2 % na 6 % vojenského rozpočtu. Cílem bylo do roku 2020 dosáhnout aspoň 15%.

### Letectvo

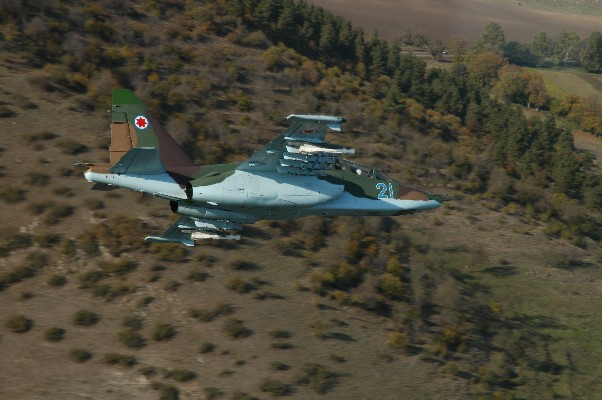
Gruzínský bitevní letoun Su-25KM

Gruzínské letectvo (gruzínsky საქართველოს საჰაერო ძალები) bylo zřízeno jako součást gruzínských ozbrojených sil v roce 1992 a v roce 2010 se sloučilo s armádním leteckým oddílem. V rámci reforem v gruzínské armádě bylo letectvo v roce 2016 obnoveno jako samostatná složka obranných sil. Pod vedením gruzínského ministra obrany Irakliho Garibašviliho došlo ke změně priorit letectva a letouny ve vlastnictví gruzínského letectva jsou znovu modernizovány a udržovány. Letectvo Gruzie má k roku 2023 10 bitevních letounů, 2 transportní letouny, 12 cvičných letounů a 38 vrtulníků (z toho 9 bitevních).

### Národní garda
Gruzínská národní garda byla zřízena 20. prosince 1990 a jejími členy byli převážně dobrovolníci. Představuje první gruzínskou ozbrojenou formaci, která se stala základem pro vznik moderních Ozbrojených sil Gruzie. Garda se aktivně účastnila konfliktů, ke kterým došlo na gruzínském území. Úkoly a povinnosti národní gardy:
- Podpora při krizových situacích (přírodní, technologické, ekologické katastrofy)
- Vybírat občany vhodné pro vojenskou službu
- Zajišťovat podporu při slavnostních akcích
- Pomáhat při výcviku záloh

### Speciální síly

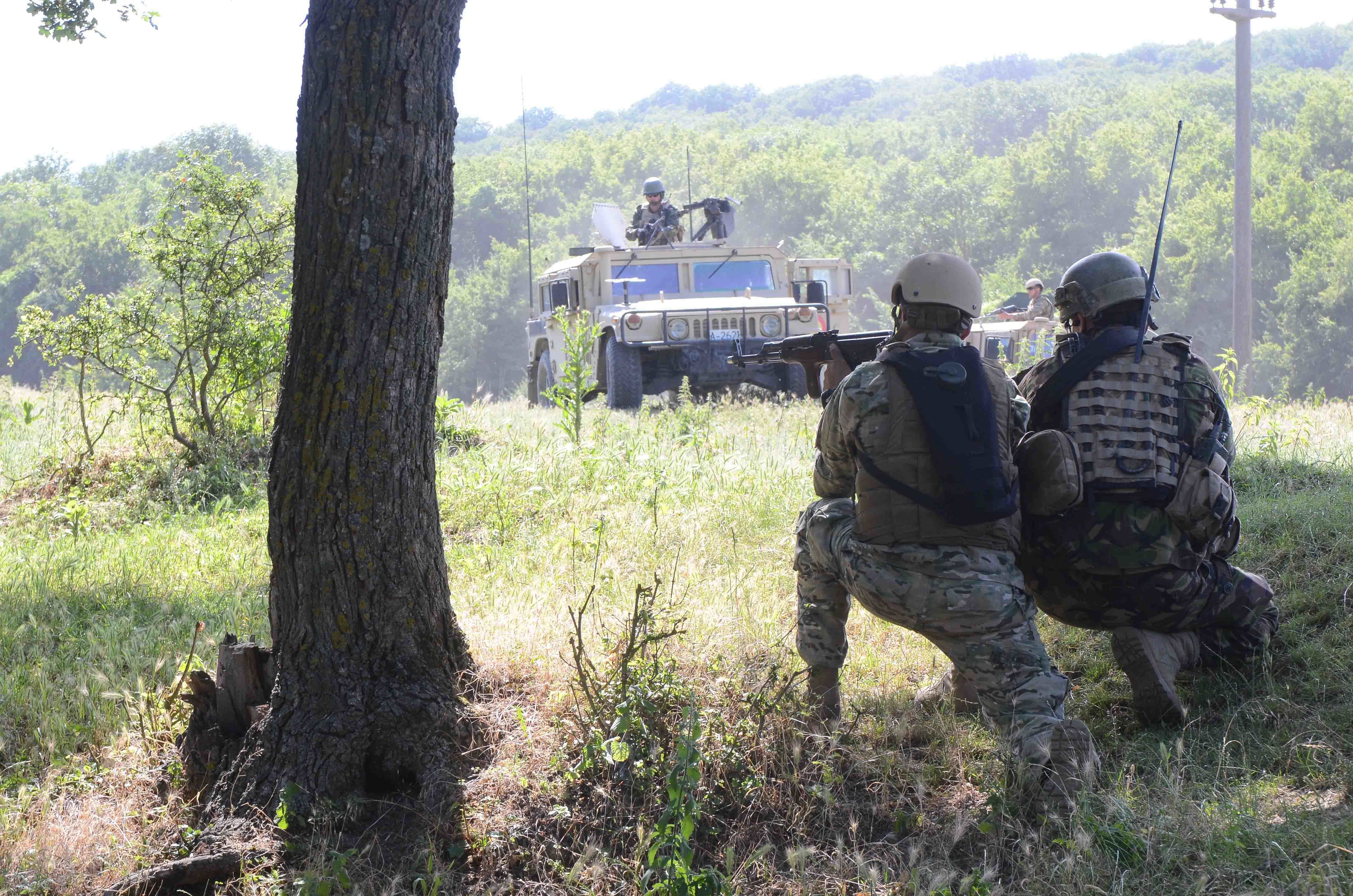
Gruzínské a rumunské speciální síly při cvičení Junction Strike 2015

Gruzínské speciální síly byly zřízeny za účele plnění různých misí a speciálních operací. Slouží také jako podpůrné jednotky pro pravidelné vojenské síly, především v oblasti výcviku.
Speciální síly Gruzie začaly poprvé působit v roce 1999 jako součást KFOR. Od roku 2003 se gruzínská komanda účastnila války v Iráku až do úplného stažení gruzínského kontingentu v roce 2008 v důsledku eskalace bojových akcí v Jižní Osetii. Podle nezávislých svědectví byla řada gruzínských agentů předtím nasazena také v Afghánistánu, kde pomáhali speciálním jednotkám USA při pátrání po vůdcích Tálibánu. Gruzínští představitelé uvedli, že skupina vojáků byla v Afghánistánu nasazena pro zdravotnické účely.